# 祓戸大神

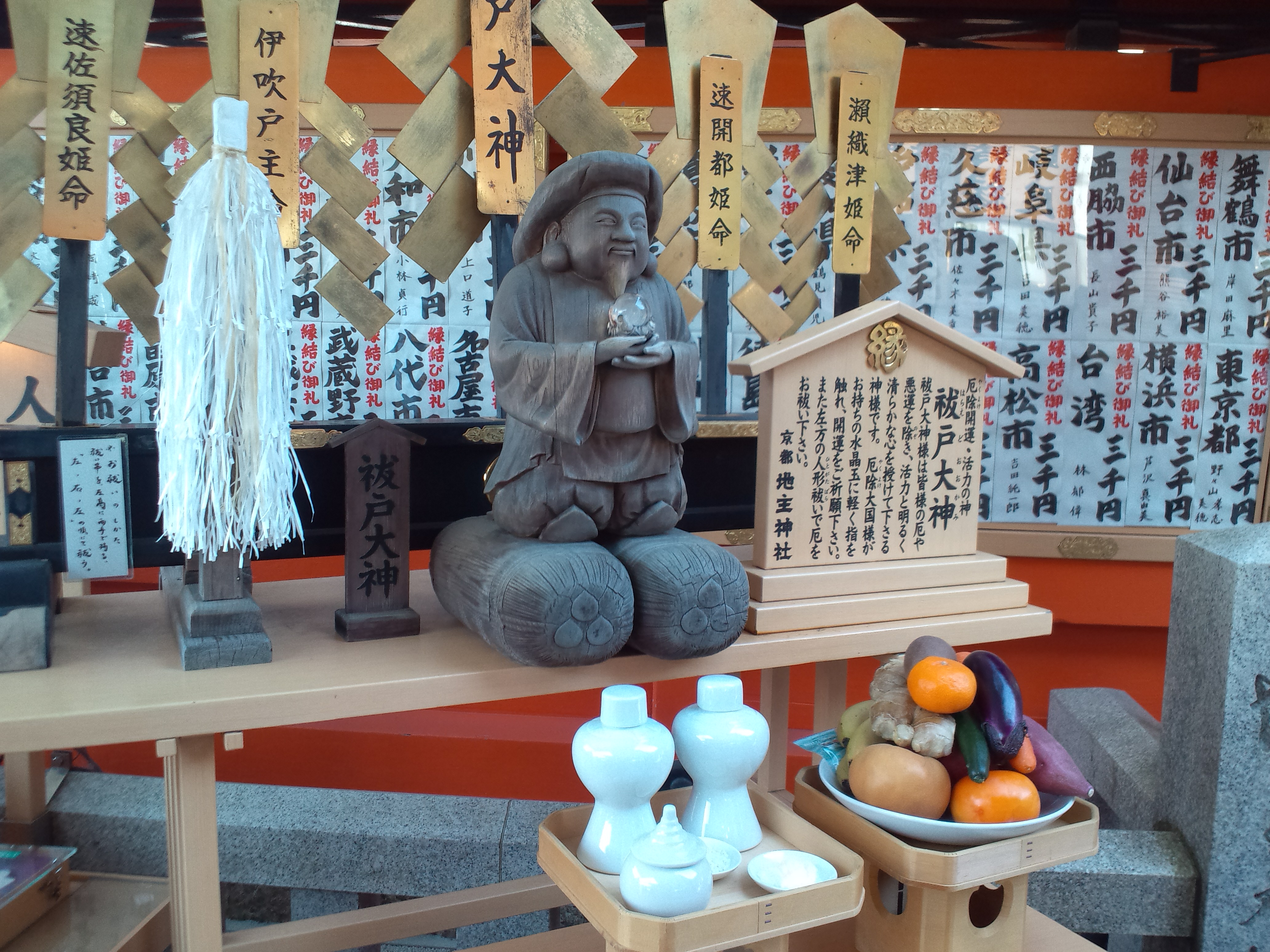
祓戸大神（京都市・地主神社）

祓戸大神（はらえどのおおかみ）とは、神道において祓を司どる神である。祓戸（祓所、祓殿）とは祓を行う場所のことで、そこに祀られる神という意味である。
神職が祭祀に先立って唱える祝詞である「祓詞」では「伊邪那岐大神 筑紫の日向の橘の小戸の阿波岐原に 禊祓給ひし時に生り坐せる 祓戸大神等」と言っており、祓戸大神とは、日本神話の神産みの段で黄泉から帰還した伊邪那岐命が禊をしたときに化成した神々の総称ということになる。
なお、この時に大禍津日神・八十禍津日神（災厄を司る神々）、神直毘神・大直毘神・伊豆能売（禍津日の災厄を直す神々）、上津綿津見神・中津綿津見神・底津綿津見神（海の神々）、住吉三神、三貴子（天照大御神・月読命・須佐之男命）も誕生しているが、これらは祓戸大神には含めない。「祓詞」ではこの祓戸大神に対し「諸諸の禍事罪穢有らむをば祓へ給ひ清め給へ」と祈っている。
『延喜式』の「六月晦大祓の祝詞」に記されている瀬織津比売・速開都比売・気吹戸主・速佐須良比売の四神を祓戸四神といい、これらを指して祓戸大神と言うこともある。これらの神は葦原中国のあらゆる罪・穢を祓い去る神で、「大祓詞」にはそれぞれの神の役割が記されている。
- 瀬織津比売神（せおりつひめ） -- もろもろの禍事・罪・穢れを川から海へ流す
- 速開都比売神（はやあきつひめ） -- 河口や海の底で待ち構えていてもろもろの禍事・罪・穢れを飲み込む
- 気吹戸主神（いぶきどぬし） -- 速開都比売神がもろもろの禍事・罪・穢れを飲み込んだのを確認して根の国・底の国に息吹を放つ
- 速佐須良比売神（はやさすらひめ） -- 根の国・底の国に持ち込まれたもろもろの禍事・罪・穢れをさすらって失う

速開都比売神を除いてこれらの神の名は『記紀』には見られず、『記紀』のどの神に対応するかについては諸説あるが、上述の伊邪那岐命の禊の際に化成した神に当てることが多い。
本居宣長は、瀬織津比売を八十禍津日神（やそまがつひ）に、速開都比売を伊豆能売（いづのめ）に、気吹戸主を神直日神（かむなおび）に当て、速佐須良比売は神名の類似や根の国にいるということから須勢理毘売命（すせりびめ）に当てている（当てているだけでその神と同一視されるほどのものではない）。吉田神道では吉田兼倶著作とされる『中臣秡抄』などで、速佐須良比売はスサノヲの異名であるとしている。『中臣祓訓解』『倭姫命世記』『天照坐伊勢二所皇太神宮御鎮座次第記』『伊勢二所皇太神宮御鎮座伝記』は伊勢神宮内宮荒祭宮祭神の別名として瀬織津姫、八十禍津日神を記している。 　

## 祓戸大神を祀る主な神社
- 佐久奈度神社（滋賀県大津市）
- 綱越神社（奈良県桜井市）延喜式内社、大神神社摂社
- 日比谷神社（東京都港区）
- 浦嶋神社（京都府与謝郡伊根町）
- 水野社（愛知県名古屋市中村区）